# Richard Ferrand
Richard Ferrand (prononcé : /ʁi.ʃaʁ fe.ʁɑ̃/), né le 1er juillet 1962 à Rodez (Aveyron), est un homme d'État français.
Membre du Parti socialiste (PS) de 1980 à 2017, il est élu conseiller général du Finistère en 1998, conseiller régional de Bretagne en 2010 et député en 2012. À l'Assemblée nationale, il est notamment rapporteur général de la loi Macron. Après avoir appartenu à l'aile gauche du PS, il se rapproche alors d'Emmanuel Macron. En 2016, il devient secrétaire général du mouvement de celui-ci, En marche, par la suite renommé La République en marche (LREM).
Il est ministre de la Cohésion des territoires dans le premier gouvernement d'Édouard Philippe, de mai à juin 2017. Alors qu’il est impliqué dans une affaire judiciaire, il quitte le gouvernement et devient président du groupe LREM à l'Assemblée nationale.
L'année suivante, en 2018, il succède à François de Rugy à la présidence de l'Assemblée nationale. À nouveau candidat dans la sixième circonscription du Finistère aux élections législatives de 2022 sous l’étiquette Ensemble, il est battu par Mélanie Thomin (NUPES-PS), et quitte en conséquence la présidence de l'Assemblée nationale. À cette occasion, il est le troisième président sortant d'une chambre basse française de l'histoire à échouer à se faire réélire député, subissant ainsi le même sort que ses prédécesseurs Raymond Forni en 2002 et Armand Marrast en 1849.
En 2019, il est mis en examen pour prise illégale d'intérêts dans l'affaire dite « des Mutuelles de Bretagne », issue de révélations par la presse à partir de 2017, qui se conclut par un abandon des poursuites en 2022 lorsque la Cour de cassation confirme la prescription des faits.
En 2025, il est proposé comme président du Conseil constitutionnel par Emmanuel Macron. Choix hautement contesté par le Parlement, sa nomination est finalement approuvée de justesse en raison de l'abstention du Rassemblement national.

## Situation personnelle

### Famille et formation
Richard Ferrand naît le 1er juillet 1962 à Rodez du mariage de Jacky Ferrand, artisan, et de Colette Higounenc, commerçante.
Après des études secondaires au collège Joseph Fabre de Rodez, au lycée de Bünde en Allemagne, puis au lycée Saint-Sernin de Toulouse, il poursuit des études supérieures à l'université Paris-Descartes où il étudie le droit durant deux ans sans obtenir de diplôme.
Il épouse l'artiste plasticienne Françoise Coustal. De ce mariage naît un fils. Le couple divorce en 1994. Le 2 janvier 2014, il se pacse avec l'avocate Sandrine Doucen, ; cette dernière est impliquée dans l'affaire de prise illégale d'intérêts des Mutuelles de Bretagne. Il a également deux autres enfants.

### Carrière professionnelle
De 1981 à 1990, il est journaliste. Il collabore à Centre Presse, Auto Moto, Circuler, Vie publique, La Dépêche du Midi, et Le Monde.
En 1989, il est directeur associé d'une agence de graphisme de presse qu'il dirige jusqu'en 1990, date à laquelle il crée une société de conseil en communication et devient administrateur d'une agence de graphistes associés.
En mai 1991, il devient conseiller en communication de Kofi Yamgnane, secrétaire d'État auprès du ministre des Affaires sociales et de l'Intégration.
Il demande en 1992 à Kofi Yamgnane s'il peut « s'installer en Bretagne et continuer le travail pour le ministère ». L'épouse de Kofi Yamgnane lui trouve une maison à Hanvec, où il s'installe en famille.
Battu aux élections législatives de 1993, Kofi Yamgnane fait entrer Richard Ferrand aux Mutuelles de Bretagne, via un de ses amis qui en est président,. Richard Ferrand devient directeur général des Mutuelles de Bretagne en 1998. En mars de la même année, il obtient son premier mandat politique en étant élu conseiller général du Finistère dans le canton de Carhaix-Plouguer.
Élu député en juin 2012, il quitte la direction des Mutuelles de Bretagne, mais conserve un poste de chargé de mission auprès de cet organisme.
Battu lors de l'élection législative de 2022, il fonde sa société de conseil, le 2 août 2022, baptisée Messidor, dont l’objet social permet de fournir un large spectre de prestations de conseil et d'assistance auprès d’acteurs du privé comme du public,.
Il est nommé Président du Conseil de surveillance d'Elsan le 12 juillet 2024,.

## Parcours politique

### Débuts en politique
Richard Ferrand prend sa carte au PS à l'âge de 18 ans, par admiration pour François Mitterrand. Lors de la primaire présidentielle socialiste de 1995, il soutient Henri Emmanuelli, ce qui conduit à le situer à l'aile gauche du parti ; plus tard, il présentera ce dernier comme n'étant « pas du tout un idéologue », mais un « socialiste du réel ».
Il entame son premier mandat électoral en 1998 comme conseiller général du canton de Carhaix-Plouguer (Finistère). Réélu en 2004, il est alors désigné vice-président du conseil général du Finistère, chargé de l'insertion, de l'économie sociale et solidaire et délégué pour le pays Centre Ouest Bretagne, mandat qu'il exerce jusqu'en 2011. Avec Yves Morvan, Richard Ferrand contribue à la fondation du garage solidaire de Carhaix. Cette structure, lancée en 2007, se distingue d'un garage classique : elle vise à insérer professionnellement et à proposer les prix les plus bas aux démunis pour réparer ou louer un véhicule,.
Candidat aux élections municipales de 2001 et à celles de 2008 à Carhaix, il est battu par Christian Troadec, futur porte-parole du mouvement des Bonnets rouges, obtenant la seconde fois 31 % des voix.
En 2008, il prend position pour la fusion de l'hôpital de Carhaix, menacé de disparition, avec le centre hospitalier régional universitaire (CHRU) de Brest. Ce rapprochement, effectif en juillet 2009, permet de conserver un accès aux soins à proximité, avec notamment des activités d'urgence et le maintien de la maternité à Carhaix,,.
Lors des élections régionales de 2010, il est candidat sur la liste finistérienne du PS conduite par Marylise Lebranchu. Aux côtés de Jean-Yves Le Drian, il devient conseiller régional de Bretagne, le 21 mars 2010, puis préside le groupe socialiste et apparentés du conseil régional de Bretagne.
En 2007, il se présente aux élections législatives dans la 6e circonscription du Finistère : il obtient 49,8 % des voix au second tour, étant battu par Christian Ménard (UMP). Aux élections législatives suivantes, en 2012, il est élu député dans cette circonscription, avec 58,4 % des voix au second tour.
Il soutient Martine Aubry lors de la primaire socialiste de 2011. Libération le présente comme « étranger aux petits calculs de Solférino comme aux manœuvres de congrès. Pragmatique et surtout discipliné. » Lui indique que « dans [son] esprit, le numéro 1 du parti, c’était forcément le meilleur d’entre nous, celui qui devait être notre candidat naturel à la présidentielle. C’est pourquoi j’ai soutenu Emmanuelli en 1995, pétitionné pour Hollande en 2007, et rallié Aubry en 2012 ! ».

### Député de laXIVelégislature

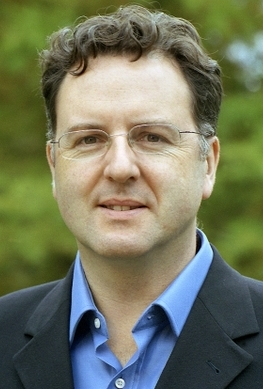
Richard Ferrand en 2007.

À l'Assemblée nationale, Richard Ferrand est membre du groupe SRC (socialiste, radical et citoyen) et siège à la commission des Affaires sociales. Sans avoir jamais exercé dans le milieu agricole ou agro-alimentaire, il est co-président du groupe d'études Industries agroalimentaires et filière agricole. Il s'implique particulièrement sur les questions liées à la protection sociale et au dumping social,.
Mediapart indique que « sans avoir jamais réellement appartenu au groupe des frondeurs, l’élu breton en était réputé proche » : il s’abstient au moment du vote du projet de loi relatif à la sécurisation de l’emploi, en avril 2013, puis de celui sur le « pacte de responsabilité et de solidarité », en avril 2014. Il justifie cette dernière position dans les médias, notamment dans une tribune publiée sur « Le Plus » du Nouvel Obs,.
À la commission des Affaires sociales, il a notamment été rapporteur de la résolution de la directive de l'Union européenne concernant le détachement de travailleurs alors en négociation à Bruxelles. Dans son rapport, il pointe notamment le fait que le détachement des travailleurs européens est à l'origine de situations « d'optimisation sociale » et de « dumping social » qui mettent en danger tout à la fois les acteurs économiques locaux, le financement de la sécurité sociale mais aussi le « vivre-ensemble » européen. Pour y remédier, il prône la mise en place de mesures de nature à encadrer plus strictement le détachement de travailleurs.
Après s'être opposé aux manifestations du mouvement des Bonnets rouges contre la taxe poids lourds, héritée du gouvernement Fillon et reprise par le gouvernement Jean-Marc Ayrault, il prend finalement position contre ce projet, comme les autres députés socialistes bretons. Il souligne la complexité du dispositif et la nécessité de prendre en considération les spécificités territoriales de la Bretagne. Il soutiendra des amendements afin d'aménager son application. À la suite du report de l'entrée en vigueur de la taxe poids lourds, il intègre la mission d'information mise en place par l'Assemblée nationale sur ce sujet. À cette occasion, il plaide, avec ses collègues parlementaires bretons, et dans le sens de la ministre de l'Écologie, Ségolène Royal, pour une remise à plat du dispositif.
Le 3 octobre 2014, le Premier ministre Manuel Valls le nomme en mission temporaire auprès d'Emmanuel Macron, ministre de l'Économie, de l'Industrie et du Numérique, sur la réforme des professions dites réglementées du droit et de la santé. Dans le cadre d'une concertation sur le sujet, il est chargé « d'étudier les conditions dans lesquelles pourrait s'effectuer la modernisation du cadre juridique des professions concernées », afin de permettre le développement de leur activité, tout en portant une attention particulière sur les enjeux de maillage territorial. Le 4 novembre 2014, il remet un rapport dans lequel il souligne notamment que réformer les professions réglementées est indispensable mais que réformer n'est pas casser, c'est optimiser les atouts d'un modèle qui a fait ses preuves et en corriger sans craintes les défauts évidents. Dans cette perspective, il émet vingt-huit propositions qui visent en particulier à promouvoir l'accès des jeunes aux professions, à conforter le maillage territorial et à garantir l'accès aux services par des prix justes et transparents.
La réforme des professions réglementées, abondamment amendée par les parlementaires, cristallise une partie du débat politique et fait l'objet d'une forte opposition des lobbies des organisations concernées. Richard Ferrand est rapporteur général de la loi pour la croissance, l'activité et l'égalité des chances économiques dite « loi Macron », présentée en Conseil des ministres le 15 octobre 2014. Sa nomination vise, selon Christophe Castaner, à « amadouer l’aile gauche du PS ». Il devient alors l'un des plus proches soutiens d'Emmanuel Macron.

### Secrétaire général d'En marche
Richard Ferrand est le premier parlementaire à rejoindre Emmanuel Macron lors de la constitution de son parti En marche. Il est nommé secrétaire général du mouvement en octobre 2016. Il devient ainsi le bras droit du candidat Emmanuel Macron. En novembre 2016, les conseillers socialistes de Bretagne, réclamant une « clarification », poussent Richard Ferrand à se mettre en retrait provisoire de la présidence du groupe PS et apparentés au conseil régional de Bretagne.
Dans une tribune publiée dans Le Monde du 14 février 2017, Richard Ferrand affirme que la Russie essaie de pénaliser son parti En Marche notamment en attaquant son site internet, tandis que Mounir Mahjoubi, responsable numérique de la campagne d’Emmanuel Macron, déclare qu’il y a un doute sur l’origine des cyberattaques,,,.
Le 23 février 2017, Richard Ferrand annonce les critères de moralité imposés aux candidats d'En marche pour les élections législatives notamment par « faire la preuve de sa probité en fournissant le casier judiciaire, faire une déclaration d'intérêts pour montrer qu'il n'y a pas de conflit d'intérêts, s'engager à ne pas embaucher son conjoint ou ses enfants lorsqu'on a une fonction publique ».
Durant le Penelopegate, celui que des médias nomment le « porte-flingue »,, de Macron, a lancé des critiques à l'égard de François Fillon, comme en témoignent les déclarations du 27 février 2017, sur Radio Classique, où Richard Ferrand affirme que « François Fillon témoigne d’une grande perte de sang-froid, notamment dans le domaine du régalien ». Ou encore le 3 mars 2017, sur France Inter, Richard Ferrand déclare au sujet du Penelopegate que « Fillon s'est présenté comme un saint et s'est positionné en martyr. Cela souille tous les élus de France ».
Fin mars 2017, Richard Ferrand, déclare à BFM TV qu'il va être désinvesti par le PS lors d'une réunion le 2 ou le 3 avril visant à retirer l’investiture à ceux qui soutiennent Emmanuel Macron. En avril 2017, Richard Ferrand perd son investiture dans la sixième circonscription du Finistère au profit d'un candidat écologiste, Nathanaël Legeard.
Le 8 mai 2017, au lendemain du résultat de l'élection présidentielle, il quitte le Parti socialiste. Richard Ferrand annonce le 8 mai 2017, pendant une conférence de presse du mouvement En marche, être candidat à l'investiture pour les élections législatives de 2017 dans la 6e circonscription du Finistère. Il est réélu à l'issue du second tour face à la candidate de droite Gaëlle Nicolas, maire de Châteaulin.
Le 14 mai 2017, le jour de la passation des pouvoirs entre François Hollande et Emmanuel Macron dans la salle des Fêtes du palais de l'Élysée et alors que le nom du futur Premier ministre n'est pas encore connu, François Bayrou et Richard Ferrand, « deux leaders [qui] ont de l'ambition », ont été « à deux doigts d'en venir aux mains ».
Le fait que Richard Ferrand ait rejoint le mouvement En marche est une trahison pour son mentor Kofi Yamgnane, la socialiste Patricia Adam, Yohann Nédélec, maire PS du Relecq-Kerhuon et le Front de gauche du centre Finistère.

### Ministre de la Cohésion des territoires
Le 17 mai 2017, il est nommé ministre de la Cohésion des territoires au sein du gouvernement Édouard Philippe, premier gouvernement sous la présidence d'Emmanuel Macron. Ce nouveau ministère résulte de la fusion des précédents ministère du Logement, de celui de la ville et de celui de l'Aménagement du territoire, de la Ruralité et des Collectivités territoriales.
Richard Ferrand fait face à des révélations politico-financières, alors qu’il avait déclaré auparavant que l'affaire Fillon « souill[ait] tous les élus de France ». Se faisant l'écho de ces déclarations dans une tribune récente, l'avocat Gilles-William Goldnadel qualifie Richard Ferrand « d'arroseur arrosé » et considère que « le montage financier tout à fait extravagant incriminé dans l'affaire des Mutuelles de Bretagne pose des questions légales, au regard du code pénal et du code de la mutualité ». Le 1er juin 2017, le député européen Europe-écologie-Les Verts Yannick Jadot déclare que Richard Ferrand utilise « les mêmes stratégies de déni que l'affaire Fillon, on renvoie vers les électeurs la possibilité de trancher, on indique légitimement la présomption d'innocence mais encore une fois les faits sont avérés et d'ailleurs monsieur Ferrand ne les conteste pas ».
Le 31 mai 2017, Richard Ferrand est conforté à son poste de ministre par le Premier ministre Édouard Philippe et le président de la République Emmanuel Macron. Cependant, selon un sondage publié le 2 juin 2017, 54 % des Français pensent qu'Emmanuel Macron a tort de le garder au gouvernement.
D'ici la fin de l'année 2017, le nouveau ministre en fonction devait instaurer une loi remplaçant la loi Pinel. Cette loi devait, comme le veut la coutume, porter le nom du ministre en place, la loi Ferrand.
Toutefois, le 19 juin 2017, BFM TV, Le Monde et Europe 1 rapportent qu'Emmanuel Macron demande à Richard Ferrand de postuler à la présidence du groupe La République en marche à l'Assemblée nationale, ce qui implique qu'il ne fasse pas partie du gouvernement,. Le soir même, il démissionne du gouvernement.

### Président du groupe La République en marche à l'Assemblée nationale
Le 25 juin 2017, lors du premier séminaire des députés LREM, Richard Ferrand, seul candidat, est élu président du groupe par 306 voix sur 308,. Au sein d'un groupe, où les députés ne se connaissent pas entre eux, Richard Ferrand est « le seul qu'on connaît tous et qui nous connaît tous », selon Gabriel Attal, et sa connaissance des rouages parlementaires est jugée utile pour encadrer les primo-députés fait valoir Marie Lebec. Pour le député Les Républicains de l'Yonne Guillaume Larrivé, le score obtenu par Richard Ferrand est digne des « soviets ». Des journalistes estiment que le faible nombre d'opposants peut s'expliquer par le fait que le vote a eu lieu à main levée,. Pour le président de l'UDI, Jean-Christophe Lagarde, l'élection de Richard Ferrand n'est pas cohérente : il estime que sa mise en examen ne l'obligeait pas à démissionner de son poste de ministre. Des voix internes au parti, comme Joachim Son-Forget, déplorent l'absence de choix, quand d'autres voient en lui « l'homme idéal » ou encore l'élection du « premier des macronistes ».
Durant ses premières semaines en tant que président de groupe, il se montre peu présent à l'Assemblée et sa gestion est critiquée dans l'anonymat par certains députés REM, faisant « gronder le risque d'une fronde » selon BFM TV. Lors de l'examen à l'Assemblée du projet de loi organique rétablissant la confiance dans l'action publique, il siège quelques minutes sur cinquante heures de débat et ne prend pas la parole. Au bout de six mois de législature, il figure à la 435e place sur 572 députés selon le classement d'activité établi par Capital. Mediapart indique en juin 2018 que « malgré sa proximité avec Emmanuel Macron et sa capacité à lui dire les choses, Richard Ferrand ne semble guère peser sur les décisions de l’exécutif. C’est ainsi qu’il s’est retrouvé, début 2018, à devoir applaudir une décision à laquelle il était pourtant farouchement opposé : celle de renoncer au projet de construction de l’aéroport de Notre-Dame-des-Landes ». Pour Le Monde, il est l'un des principaux « gagnants » de la crise née de l'affaire Benalla, en juillet 2018, estimant qu'il « s’est révélé dans la crise. Critiqué par des députés macronistes pour son manque de diplomatie et son ton cassant, l’ancien député socialiste a renforcé son leadership. Ses prises de parole devant le groupe au plus fort du blocage de l’examen de la révision constitutionnelle ont notamment marqué les députés ».
Il entretient des rapports conflictuels avec François de Rugy, président de l'Assemblée. Au sein du groupe parlementaire, il est proche en particulier de Pacôme Rupin, Gilles Le Gendre, Coralie Dubost (vice-présidents du groupe sous sa présidence), Florian Bachelier (premier questeur) et Hervé Berville (porte-parole du groupe),. Contexte indique qu'« il se lie avec les députés de sa région et les élus proches des territoires davantage qu'avec les Franciliens ».
En amont de l'examen en commission des lois pour la confiance dans la vie politique, Richard Ferrand organise un vote interne du groupe pour tenter d'obtenir le maintien de la réserve parlementaire, dont la suppression était proposée dans le texte du Gouvernement. Un second vote est organisé, qui aboutit à une position du groupe favorable à l'orientation gouvernementale.
En novembre 2017, à l'occasion du conseil national de La République en marche, il intègre le bureau exécutif du parti.
Au printemps 2018, il est désigné rapporteur général de la révision institutionnelle, composée de trois projets de loi.
Comme président du groupe, il soutient dans un premier temps la suppression de la référence à la Sécurité sociale dans la Constitution. Devant la pétition lancée par L'Humanité et les positions de plusieurs syndicats, il fait machine arrière, estimant qu'il y a « incompréhension ».

### Président de l'Assemblée nationale

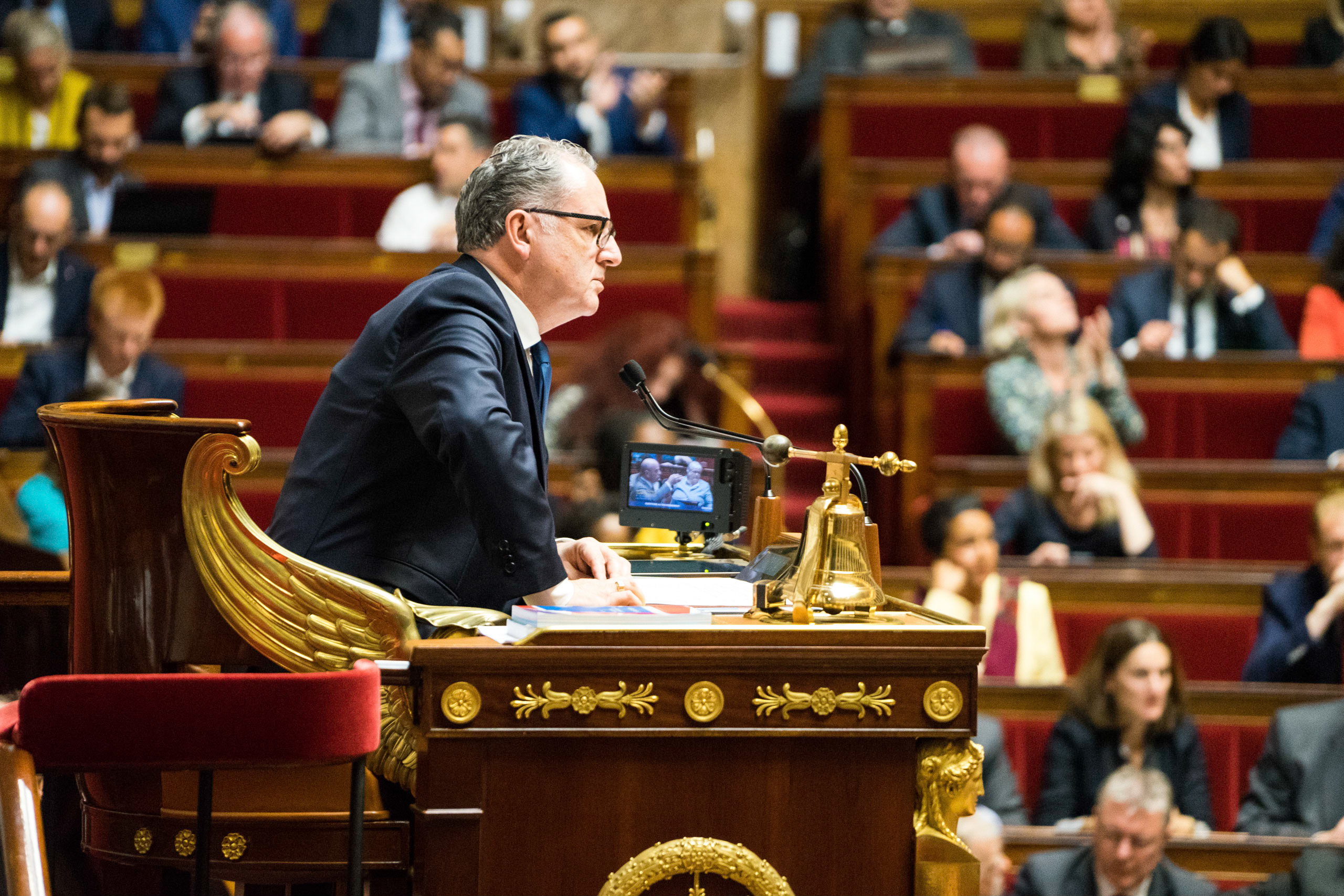
Richard Ferrand en octobre 2018.

Après la nomination au gouvernement de François de Rugy — avec qui il entretenait de mauvaises relations —, il se porte candidat à sa succession à la présidence de l'Assemblée nationale. Il est soutenu par le palais de l’Élysée et en particulier par Stéphane Séjourné, conseiller politique d'Emmanuel Macron, sans que celui-ci passe de consigne,. Alors qu’il est opposé à Barbara Pompili, Cendra Motin et Philippe Folliot, ses proches sont accusés d’avoir conduit au retrait de la candidature de Yaël Braun-Pivet en la menaçant de se voir retirer la présidence de la commission des Lois si elle maintenait sa candidature face à lui. Il emporte la primaire interne au groupe LREM avec 187 voix sur 291 suffrages exprimés, soit un meilleur score que François de Rugy en 2017. Critiquant le fait qu’il n’ait pas été associé à ce choix, le Mouvement démocrate, qui appartient pourtant à la majorité, décide de présenter un candidat face à Richard Ferrand à la présidence de l’Assemblée nationale.
Il est élu président de l'Assemblée nationale le 12 septembre 2018, avec 254 suffrages, soit 99 voix de moins que François de Rugy l’année précédente et seulement 11 voix de plus que la majorité absolue, ce qui est considéré comme une contre-performance : une partie du groupe LREM vote en faveur de Marc Fesneau, candidat du groupe MoDem. Alors que les médias rappellent les scandales qui l’entourent bien qu’Emmanuel Macron ait promis « l’exemplarité », il laisse entendre qu'il ne démissionnera pas en cas de mise en examen dans l’affaire des Mutuelles de Bretagne,,.
Le Monde indique en mai 2019 qu'« après avoir vécu un début de quinquennat cauchemardesque, Richard Ferrand a opéré un retour en grâce en Macronie ces derniers mois » et « occupe désormais un rôle central au cœur du pouvoir », « [faisant] partie de la poignée d’hommes – avec le président du MoDem, François Bayrou, et le conseiller spécial Philippe Grangeon – qu’Emmanuel Macron consulte avant chaque décision importante ». Alors qu'il avait défendu la remise en jeu de la présidence de l'Assemblée nationale au début de la législature, celle-ci est exclue des élections de renouvellement des postes au sein de la majorité, qui interviennent en juillet 2019.
En tant que président de l'Assemblée nationale, il impulse en 2019 une profonde réforme du règlement de l'institution. Malgré leur accord de principe pour une telle réforme, les différents groupes d'opposition manifestent leur hostilité alors que le projet de révision prévoit la réduction du temps de parole et du droit d'amendement des groupes minoritaires en contrepartie d'interventions supplémentaires pour les questions orales au gouvernement. La révision du règlement est finalement adoptée grâce aux seules voix de la majorité lors d'un vote boudé par l'opposition dans son ensemble, qui dénonce l'attitude de Richard Ferrand dans la conduite des discussions dans l'hémicycle,,.
Le 25 septembre 2019, dans le cadre des débats sur la loi de bioéthique ouvrant la PMA aux couples lesbiens, il est accusé, lors d'un vote à mains levées, d'avoir proclamé l’adoption d'un amendement déposé par des députés de la majorité alors qu'une majorité de députés se seraient prononcés pour son rejet ; malgré les protestations de l'opposition dans l'hémicycle, il refuse de procéder à un vote assis-debout. Selon Checknews, les vidéos de l'assemblée ne permettent pas de lever le doute, à cause d'angles morts. Par ailleurs Marianne conclut son enquête auprès des députés en déclarant : « le doute subsiste » et rapporte que l'entourage de Ferrand a indiqué l'existence d'un recours possible pour les députés de l'opposition.
Dans le contexte de l’affaire Griveaux, il s'oppose à l'anonymat sur les réseaux sociaux, déclarant : « L'anonymat est une honte. Le premier des courages est de signer, d'assumer ce que l'on dit ».
Aux élections régionales de 2021, il perd son siège de conseiller régional en Bretagne, la liste de la majorité présidentielle, portée par Thierry Burlot, totalisant moins de 15 % des voix au second tour.
Il perd au second tour de l'élection législative de 2022, face à Mélanie Thomin, candidate de la NUPES. Cet échec à se faire réélire député tout en étant le président de l'Assemblée nationale sortante est un fait politique quasi-inédit dans l'histoire de la République : seuls deux de ses prédécesseurs, Raymond Forni en 2002 et Armand Marrast (président de l'Assemblée constituante sous la Deuxième République) en 1849, ont subi un sort similaire. Yaël Braun-Pivet lui succède le 28 juin 2022 à la présidence de l’Assemblée nationale.

### L'après-perchoir
N’ayant plus de mandat, il lance sa société de conseil, et reste, selon Le Parisien, « indispensable à Emmanuel Macron ».
Dans une interview accordée au quotidien Le Figaro le 18 juin 2023, il se déclare favorable à la possibilité pour le président de la République d'effectuer un troisième mandat consécutif (alors que la Constitution limite ceux-ci à deux depuis la révision constitutionnelle de 2008), permettant ainsi à Emmanuel Macron de se représenter à l'élection présidentielle de 2027. Il estime en effet que cette limitation à deux mandats présidentiels consécutifs, ainsi que le non-cumul des mandats, « corsète la vie publique » et « limite le libre choix des citoyens » en plus de rendre la vie politique « moins attractive »,.

### Président du Conseil constitutionnel
Le 10 février 2025, il est proposé comme président du Conseil constitutionnel par le président de la République Emmanuel Macron, en remplacement de Laurent Fabius. La proposition d'Emmanuel Macron suscite des remous politiques. Certains juristes exigent « une expérience juridique solide » et s’inquiètent de la partialité de cette proposition,. Pour Thomas Legrand de Libération, cette désignation « interroge alors que le poste a besoin d’un juriste reconnu pour son indépendance et à l’expertise respectée pour protéger l’État de droit ». De leur côté, certains élus rappellent qu'à l'époque où Richard Ferrand présidait l’Assemblée nationale, il a nommé au Conseil constitutionnel la magistrate Véronique Malbec, qui a été procureure générale de Rennes en 2017 et était, de ce fait, la supérieure hiérarchique du procureur de Brest, qui a classé sans suite l’affaire des Mutuelles de Bretagne.
Le 19 février 2025, après avoir été auditionné par les commissions des lois de l'Assemblée nationale et du Sénat, sa nomination à la présidence du Conseil constitutionnel est validée de justesse par le Parlement avec 58 voix pour et 39 voix contre, alors que le seuil des trois cinquième des suffrages exprimés nécessaire pour bloquer sa nomination est manqué à une vote contre près,,.  La gauche et Les Républicains dénoncent une nomination obtenue grâce à l’abstention « bienveillante » et « complice » de l'Union des droites pour la République et du Rassemblement national ,,,,. La décision de nomination est publiée au Journal officiel dès le lendemain par le Président de la République.
Début août 2025, selon Marianne, il fait pencher le Conseil constitutionnel en faveur de la censure de la loi visant à faciliter le maintien en rétention des étrangers « condamnés pour des faits d'une particulière gravité et présentant de forts risques de récidive ».

## Affaires judiciaires et controverses

### Affaire des Mutuelles de Bretagne

#### Révélations et début de l'affaire
En mai 2017, Le Canard enchaîné, Le Monde et Mediapart révèlent que les Mutuelles de Bretagne (MDB) ont été subventionnées à hauteur de 55 000 euros par de l'argent public lorsque Richard Ferrand les dirigeait dans les années 2010. Son ex-femme Françoise Coustal, artiste plasticienne, a facturé aux Mutuelles de Bretagne des travaux d'aménagement d'un Ehpad, situé à Guilers, qui a bénéficié d'une subvention de 1,66 million d'euros du conseil départemental du Finistère, dont Richard Ferrand était alors vice-président. Richard Ferrand affirmera qu'il n'était « jamais intervenu pour qu'elle obtienne un quelconque contrat » et que « la première fois que les Mutuelles ont fait appel à ses prestations, c'était en 2002, donc 8 ans après notre divorce ».
Les journaux révèlent également que les Mutuelles de Bretagne ont ensuite fait effectuer d'autres travaux, pour 184 000 euros, dans un local appartenant à l'avocate Sandrine Doucen, sa compagne et mère de sa fille, qui a par ailleurs facturé régulièrement aux Mutuelles de Bretagne des services de conseil juridique.
Richard Ferrand a également embauché comme assistant parlementaire Hervé Clabon, compagnon de son ex-adjointe Joëlle Salaün, devenue directrice générale des Mutuelles de Bretagne quand Richard Ferrand est devenu député, puis son fils Émile Ferrand alors âgé de 23 ans, sans les déclarer à la Haute Autorité pour la transparence de la vie publique.
Ces révélations ont déclenché une polémique nationale, le Front national demandant sa démission du gouvernement, LR la saisie du Parquet national financier, et le premier secrétaire du PS Jean-Christophe Cambadélis à l'exécutif de s'exprimer. Le 1er juin 2017, Éric Mathais, procureur de la République de Brest, ouvre une enquête préliminaire, confiée à la police judiciaire de Rennes.

#### Opérations immobilières suspectes en faveur de sa compagne

##### Faits
Le 23 décembre 2010, Richard Ferrand signe un compromis de vente avec le propriétaire d'un local de 379 m2, 2 rue George-Sand à Brest,,, avec une clause suspensive en cas de non-location ultérieure par les Mutuelles de Bretagne.
Le 25 janvier 2011, le conseil d'administration des Mutuelles de Bretagne choisit à l'unanimité la proposition de la Saca, une SCI en cours de constitution, qui « n'a pas encore d'existence légale » et « n'est même pas encore propriétaire des surfaces qu'elle propose » comme le rappelle Le Canard enchaîné. Sur le procès-verbal de la réunion du conseil d'administration à aucun moment n'est mentionné le nom de Sandrine Doucen.
Sandrine Doucen crée le 28 mars 2011 la Saca, une SCI, dont elle détient 99 % des parts.
Le 1er juillet 2011, la SCI la Saca achète 402 000 € frais de notaire inclus le bâtiment retenu, grâce à un crédit remboursable sur quinze ans du Crédit agricole qui finance intégralement l'achat, sans aucun apport, ayant selon Le Canard enchaîné un « traitement réservé aux acquéreurs qui disposent d’un locataire dont les revenus sont garantis ». Revenus garantis par les 42 000 € de loyers annuels versés par les Mutuelles de Bretagne, dont Richard Ferrand est le directeur général.
Les Mutuelles de Bretagne effectuent peu après, sans contrepartie, pour 184 000 euros de travaux dans le local acheté par Sandrine Doucen. Quelques années plus tard, la SCI de Sandrine Doucen est valorisée, lors d'une transaction, à 300 000 €. Le Canard enchaîné révèle que l'avocate Sandrine Doucen a par ailleurs facturé des conseils juridiques aux Mutuelles de Bretagne en matière de gestion des ressources humaines.
Me Alain Castel, ancien bâtonnier du barreau de Brest, qui a suivi la transaction à l'époque des faits, déclare que « Richard Ferrand allait louer l'immeuble à la mutuelle et il allait s'enrichir avec tous les travaux à la charge de celle-ci. Il faut appeler un chat un chat ». Selon lui, « la vraie question, c'est pourquoi Richard Ferrand n'a pas fait acheter l'immeuble par la mutuelle. C'était l'intérêt de celle-ci ». Il souligne que le procès-verbal de la réunion du conseil d'administration de la mutuelle du 25 janvier 2011, ne mentionne nulle part que Sandrine Doucen sera la gérante de la SCI alors que selon l'article L. 114-32 du Code de la mutualité : toute convention à laquelle « un administrateur ou un dirigeant opérationnel est indirectement intéressé ou dans laquelle il traite avec la mutuelle, union ou fédération, par personne interposée est soumise à l'autorisation préalable du conseil d'administration ».

##### Défense de Ferrand et révélations sur les liens familiaux qu'il niait
En mai 2017 à la suite des révélations du Canard enchaîné, Richard Ferrand déclare que l'opération n'a « rien d'illégal », et que l'entreprise de sa compagne offrait « le meilleur prix » parmi les réponses à l'appel d'offres. Il déclare que s'il était directeur général de l'établissement mutualiste à l'époque, il ne siégeait pas à son conseil d'administration. Richard Ferrand argue qu'il n'est ni marié ni pacsé avec Sandrine Doucen, qu'ils ne vivent pas sous le régime matrimonial et n'ont pas de patrimoine commun et conclut qu'« on peut se séparer demain, chacun gardera ses biens ».
Cependant, Mediapart révèle « les statuts de la SCI mis à jour en février 2017, qu'un Pacs aurait été conclu entre Richard Ferrand et sa compagne en janvier 2014 »,. De plus, Louise Ferrand, la fille du couple, née en 2004, est détentrice de la SCI à 1 % qui est représentée devant le notaire, par sa mère et son père, « agissant en tant qu’administrateurs légaux des biens de mademoiselle »,.

##### Déclaration des Mutuelles de Bretagne
Joëlle Salaün, qui a succédé à Richard Ferrand à la tête des Mutuelles de Bretagne après avoir été son adjointe et dont le compagnon a été embauché comme assistant parlementaire par Richard Ferrand, affirme qu'il n'existe pas de « lien juridique ou patrimonial » entre Richard Ferrand et Sandrine Doucen, alors que le couple a eu une fille en 2004 et s'est pacsé en 2014.
Dans un communiqué, les Mutuelles de Bretagne déclarent avoir « fait le choix de gestion de privilégier l'investissement dans l'outil de travail plutôt que dans l'immobilier ».

##### Défense de LREM sur le soupçon de détournement de fonds publics
Le 24 mai 2017, Benjamin Griveaux, porte-parole de La République en marche affirme sur France Info qu'il n'y avait « pas (eu) d'argent public » dans cette opération immobilière, mais deux semaines après, le 8 juin, BFM TV révèle que 55 000 € d'argent public a servi à installer les Mutuelles de Bretagne dans le bâtiment loué à la compagne de Richard Ferrand afin d'abriter un centre de soins pour personnes âgées. Benjamin Griveaux affirme que ces subventions ont servi à acheter de l'équipement, comme « de la bureautique, des blouses, du matériel informatique ». Dans un communiqué, les Mutuelles de Bretagne rappellent qu'elles sont « un organisme privé (…) qui gère des services d'accès aux soins, d'aides à domicile et des établissements de santé » et qu'elles font des demandes de subventions à ce titre. Selon elles, « toutes les subventions accordées et leur utilisation sont parfaitement encadrées », et, sans ces subventions, certaines activités ne pourraient pas être mises en place ou maintenues.

##### Première enquête et classement pour prescription
Le 31 mai 2017, l'association Anticor porte plainte au parquet de Brest contre X pour délit d'abus de confiance en visant « Richard Ferrand, mais également les membres du conseil d'administration des Mutuelles de Bretagne [qu'il dirigeait] ainsi que la bénéficiaire de l'opération, à savoir la compagne de monsieur Ferrand ». Jérôme Karsenti, l'avocat de l’association Anticor motive cette plainte en déclarant que « la question est de savoir si la convention de bail qui liait les Mutuelles de Bretagne à la compagne de M. Ferrand à travers une SCI a été réalisée ou conclue dans l'intérêt des Mutuelles ou dans l'intérêt de cette proche en violation des droits des adhérents qui versent des cotisations, ce qui serait constitutif d'un enrichissement personnel ».
Le 13 octobre 2017, l'affaire est classée sans suite par le parquet de Brest. Celui-ci considère que, faute d'un préjudice avéré, les infractions d'abus de confiance et d'escroquerie ne sont pas avérées, et que l'infraction de prise illégale d'intérêts, sur laquelle la jurisprudence ne permet pas de statuer avec certitude, est de toute façon prescrite, aucun élément de dissimulation avérée n'ayant été mis à jour par les investigations,.

##### Réouverture d'une enquête et mise en examen pour prise illégale d'intérêts
En novembre 2017, l'association Anticor dépose une nouvelle plainte afin de relancer l'enquête, elle s'inscrit en effet en désaccord avec l'analyse du procureur ayant conduit à la prescription du délit de prise illégale d'intérêts. Pour Anticor, celui-ci n'a pas tenu compte de la dissimulation des liens qui unissaient Richard Ferrand avec la propriétaire du local, et donc de sa volonté de dissimuler ce conflit d'intérêts. Pour l'association anti-corruption, le délai de prescription concernant cette affaire devrait donc commencer à courir à partir de la date de la parution d'articles dans Le Canard enchaîné, soit le 24 mai 2017. Le 18 janvier 2018, le parquet ouvre une information judiciaire pour « prise illégale d'intérêts ». En octobre 2018, trois juges d'instruction de Lille, où a été délocalisée l'affaire, sont désignés pour instruire cette affaire immobilière non prescrite.
Le 11 septembre 2019, le parquet de Lille annonce la mise en examen de Richard Ferrand pour prise illégale d'intérêts. À la suite de cette annonce, il affirme ne pas vouloir démissionner et garder « toute la confiance » du président de la République, Emmanuel Macron, alors que son départ est réclamé par l'opposition,. Libération estime que le soutien du président de la République met en question la séparation des pouvoirs législatif et exécutif.
En octobre 2022, la Cour de cassation confirme la prescription des faits sans conclure sur le fond de l'affaire, mettant fin aux poursuites contre Richard Ferrand.

#### Soupçons de conflits d'intérêts entre le député et les Mutuelles de Bretagne
Le 30 mai 2017, Le Monde révèle que Richard Ferrand est resté chargé de mission des Mutuelles de Bretagne, rémunéré 1 250 euros par mois, pendant tout son mandat de député, après avoir cosigné en octobre 2012 une proposition de loi PS visant « à permettre aux mutuelles de mettre en place des réseaux de soins », aux tarifs avantageux réservés à ses adhérents. Jean-Louis Span, président de la Fédération Diversité Proximité mutualiste, explique le même jour que c'est « lors de l'adoption de la loi Le Roux sur les réseaux de soins mutualistes que Richard Ferrand endossait véritablement un rôle de lobbyiste », tandis que Catherine Lemorton, présidente PS de la commission des Affaires sociales de l'Assemblée nationale, dénonce, également le 30 mai, les « liens d'intérêts qu'entretenait » M. Ferrand avec les Mutuelles de Bretagne. Le Canard enchaîné du 7 juin affirme à son tour que Richard Ferrand n'aurait « cessé de veiller aux intérêts de son employeur, les Mutuelles de Bretagne ».
Richard Ferrand précisera que la Haute Autorité pour la transparence de la vie publique (HATVP) avait connaissance de son emploi. Concernant son rôle dans les débats sur une proposition de loi concernant les mutuelles, il ajoute que « Cette proposition a été déposée par le président du groupe SRC et l'ensemble des députés qui le composent, conformément aux engagements de campagne de François Hollande. Si je suis intervenu en Commission et en séance pour défendre les principes de ce texte, je n'ai en revanche pas déposé d’amendement. ».
Cependant, le 28 mai 2017, Bernard Accoyer accuse Richard Ferrand de « conflit d'intérêts », et ajoute que ce dernier « qui n'était plus directeur général mais chargé de mission » des Mutuelles de Bretagne, a « déposé une première proposition de loi (…) visant à permettre aux mutuelles de mettre en place des réseaux de soins ».
De plus, dans un article daté du 7 juin 2017, le magazine Marianne note les échanges du député Richard Ferrand alors siégeant à la Commission de la Défense, avec Guy Delcourt, député PS et membre de la Commission des Affaires sociales, « chaque fois qu'il en a eu besoin pour se rendre à la commission des Affaires sociales ». La première fois eu lieu le 10 novembre 2012 et y reste pendant 20 jours, alors que la commission des Affaires sociales examine une proposition de loi en faveur des mutuelles. À cette occasion, Richard Ferrand défend farouchement la gestion des mutuelles face au député UMP Dominique Tian, qui dénonçait le pouvoir donné « aux mutuelles de moduler les taux de remboursement à leurs adhérents selon qu'ils consultent ou non un praticien conventionné ». Richard Ferrand retourne à la Commission des Affaires sociales pour deux jours car « l'examen des textes sur les mutuelles est repoussé, pas besoin de s'attarder… ». Le 27 février, Richard Ferrand revient à la commission des Affaires sociales et ce jusqu'en juillet 2014, pour être présent lors des débats sur le projet de loi rendant l’affiliation à une mutuelle obligatoire.
En 2015, Richard Ferrand, est l'un des rapporteurs d'un projet de loi relatif à la santé pour lequel il fait voter un amendement qui « restreint aux établissements de santé non commerciaux la possibilité de gérer des centres de santé ». Il est ensuite rapporteur général d'une commission spéciale de la loi Macron qui autorise notamment les mutuelles de déroger au monopole bancaire.
En 2000, Sandrine Doucen, alors âgée de 25 ans et étudiante en droit, est nommée au poste de directrice du personnel dans les Mutuelles de Bretagne. Elle exerce une activité au sein des Mutuelles de Bretagne jusqu'en 2004, année de sa prestation de serment d'avocat. L'information est révélée en juin 2017 par Le Canard enchaîné, qui évalue à 80 000 euros les rémunérations perçues par la compagne de Richard Ferrand,.

### Soupçons d'emploi fictif de son fils et d'un proche à l'Assemblée nationale
Richard Ferrand a employé comme assistant parlementaire Hervé Clabon, compagnon de son ex-adjointe et actuelle directrice des Mutuelles de Bretagne, en prenant sa succession. Hervé Clabon est ensuite remplacé par Émile Ferrand, le propre fils de Richard Ferrand alors âgé de 23 ans. Malgré l'obligation, Richard Ferrand ne les a pas mentionnés dans sa déclaration d’intérêts à la Haute Autorité pour la transparence de la vie publique alors qu’il avait déclaré ses précédents assistants, entraînant le soupçon d'emplois fictifs.
Son fils Émile Ferrand sera rémunéré durant cinq mois, du 13 janvier 2014 au 16 mai 2014. France Info précise : « Pour ces tâches, le fils de Richard Ferrand a perçu les salaires suivants : 776,03 euros net en janvier pour 27 heures par semaine, 1 266,16 euros net en février, mars, avril pour 35 heures par semaine et 2 222 euros en mai. Ce dernier montant, plus élevé, s'explique par le solde de tout compte : congés, prime de précarité, 13e mois. Au total, Émile Ferrand a donc touché 6 796,51 euros nets, soit 1 699,13 euros par mois en moyenne. « Rien de mirobolant », estime le cabinet du ministre ». Richard Ferrand regrette en disant que « si c'était à refaire, je ne reprendrais pas pour quatre mois, payés au smic, mon fils pour travailler ». Toutefois le journal Le Monde rappelle que le SMIC de l'époque, environ 1 133 € par mois, était inférieur au salaire perçu par Émile Ferrand.
Pour la défense de Richard Ferrand, le cabinet du ministre nie tout emploi fictif : les tâches consistaient à la rédaction de la lettre d'information bimestrielle de son père, la mise à jour de son blog ou son compte Facebook et la réservation des billets de trains. France Info rapporte un propos anonyme d'un membre du cabinet qui, cherchant à défendre son ministre, déclare qu'« en Centre-Bretagne, ce n'est pas simple de trouver un jeune, volontaire, pour travailler cinq mois, qui sait lire et écrire correctement, aller sur Internet ». Richard Ferrand condamne ce propos qu'il juge « honteux » et déclare : « Je m'attache personnellement à vérifier l'exactitude de la citation. Si un membre de mon équipe a effectivement employé de tels mots, des sanctions seront prises immédiatement ».

### Achat immobilier avec son indemnité de représentation parlementaire
En septembre 2016, Richard Ferrand, qui est devenu secrétaire général d'En marche, revend aux socialistes du Finistère pour une somme de 40 000 € une partie de son local de permanence acheté en 2012, peu de temps après son élection de député. Mediapart se demande si le député Ferrand a remboursé les 150 000 € d'emprunt contracté pour l'achat de cette permanence avec son indemnité représentative de frais de mandat (IRFM d'un montant total de 5 372,80 €), c'est-à-dire sur fonds publics.
Ce procédé, légal pendant des années et notamment lorsque Richard Ferrand a acheté ce local, permettait aux parlementaires de devenir propriétaires de leur permanence achetée grâce à de l'argent public. Mais depuis février 2015, l'Assemblée nationale interdit l'utilisation de l'IRFM pour « toute dépense afférente à une nouvelle acquisition de biens immobiliers, qu'ils soient destinés à héberger la permanence ou à tout autre usage ». Mais les députés peuvent continuer à utiliser l'IRFM pour rembourser des emprunts contractés avant février 2015.

## Synthèse des résultats électoraux

### Présidence de l'Assemblée nationale
| Année | Parti | Parti | 1er tour | 1er tour | 1er tour | Issue |
| Année | Parti | Parti | Voix     | %        | Rang     | Issue |
| ----- | ----- | ----- | -------- | -------- | -------- | ----- |
| 2018  |       | LREM  | 254      | 52,47    | 1er      | Élu   |

### Élections législatives
| Année | Parti  | Parti | Circonscription | 1er tour | 1er tour | 1er tour | 2d tour | 2d tour | 2d tour | Issue |
| Année | Parti  | Parti | Circonscription | Voix     | %        | Rang     | Voix    | %       | Rang    | Issue |
| ----- | ------ | ----- | --------------- | -------- | -------- | -------- | ------- | ------- | ------- | ----- |
| 2007  |        | PS    | 6e du Finistère | 15 050   | 25,26    | 2e       | 29 673  | 49,81   | 2e      | Battu |
| 2012  | 18 300 | PS    | 6e du Finistère | 32,29    | 1er      | 31 965   | 58,36   | 1er     | Élu     |       |
| 2017  |        | LREM  | 6e du Finistère | 17 230   | 33,93    | 1er      | 20 991  | 56,53   | 1er     | Élu   |
| 2022  | 16 526 | LREM  | 6e du Finistère | 33,56    | 1er      | 23 140   | 49,14   | 2e      | Battu   |       |

## Décorations
- Chevalier de la Légion d'honneur, le 29 décembre 2022 au titre de « ancien président de l'Assemblée nationale, ancien ministre ; 40 ans de services »[202].
- Grand officier de l'ordre du Mérite de la République italienne, le 4 juillet 2021[203].